# Dhatu-patha
Dhātu pāṭha ou Dhātupāṭha (formé de dhātu : धातु qui signifie « élément » ou « racine verbale » et de pāṭha : पाठ qui veut dire « lecture », « récitation » ou « leçon » ou encore « recueil de règles ») est un ouvrage de grammaire sanskrite composé par le grammairien indien Pāṇini au IVe siècle av. J.-C. Celui-ci liste les racines verbales (dhatu) en indiquant leurs inflexions et leurs sens.

## Contenu
Le DP répertorie quelque 1967 racines verbales réparties en dix classes de conjugaison (ganas). Chacune de ces catégories tire son nom du premier élément de la classe: par exemple, bhvadi (suivi de tous les verbes commençant par « bhu »' etc), curadi (et les verbes commençants par « cur », etc.). Quatre gana regroupent la plupart des racines verbales : BHV-adi (1000) / DIV-adi (140) / TUD-adi (150) / CUR-adi (410). Dans ces quatre classes, le thème morphologique du présent se termine par a (अ ). Ce a est appelé « voyelle thématique », et il s'interpose entre la racine et la désinence. Le thème et la voyelle thématique restent identiques dans toute la conjugaison du présent. Dans les six autres classes, la terminaison s'ajoute directement à la racine (ou à certains suffixes), si bien que le thème du présent varie. On qualifie leur présent d'« athématique ».

## Autres classements
Il existe cependant plusieurs Dhātupāṭha-s : outre celui dû à Panini (avec trois commentaires rédigés par différents auteurs), G.B. Palsule en recense huit. La première recension des Dhātupāṭha-s qui appartiennent à différents systèmes de grammaire sanskrite est due au sanskritiste allemand Bruno Liebich (de), qui l'a publiée en 1922.